# Polydimethylsiloxan
Polydimethylsiloxan (PDMS) ist ein Polymer auf Siliciumbasis und zählt als einfachstes Silikonöl zu den Siloxanen. Es ist farblos, durchsichtig und gilt als ungiftig und chemisch inert. Angelehnt an die englische Bezeichnung Dimethicone wird es als Arzneistoff unter der Bezeichnung Dimeticon (INN) gegen Gasansammlungen im Magen-Darm-Trakt und als Entschäumer bei Tensidvergiftungen verwendet. Weitere Anwendungen umfassen den Einsatz als Pedikulozid (d. h. gegen Kopfläuse), zur Gleitbeschichtung beim Großteil aller verkauften Kondome und für Kosmetikprodukte.

## Eigenschaften
Der Siedepunkt beträgt etwa 200 °C (bei niedermolekularen Typen, hochmolekulare zersetzen sich vor der Verdampfung bei > 200 °C).
Pharmazeutische Qualitäten (Dimeticon (Ph. Eur.)) sind klare, farblose Flüssigkeiten, deren kinematische Viskositäten je nach Polymerisationsgrad (etwa 20 bis 400) nominell 20 bis 1300 mm2·s−1 betragen. Sie sind praktisch unlöslich in Wasser, praktisch unlöslich bis sehr schwer löslich in wasserfreiem Ethanol, mischbar mit Ethylacetat, mit Methylethylketon und mit Toluol.

## Verwendungen
PDMS ist neben Siliziumdioxid der Hauptbestandteil von hüpfender Knete (Silly Putty).

### Medizinische Verwendung

#### Entschäumer
Dimeticon, auch als Polydimethylsiloxanöl (PDMS) bezeichnet, wird als antiflatulentes (entblähendes) Mittel bei Gasansammlungen im Magen-Darm-Kanal (Blähbauch, Tympanien, Meteorismus, Roemheld-Syndrom), zur Reduzierung störender Gasansammlungen bei Röntgen, Endoskopie- und Ultraschalluntersuchungen sowie als Entschäumer bei Vergiftungen mit Tensiden angewendet. Mit festen SiO2-Partikeln angereichert wird es als Simeticon bezeichnet.
Dimeticon ist eine langkettige organische Siliciumverbindung, die rein physikalisch im Magen-Darm-Kanal die Oberflächenspannung eingeschlossener Gasblasen senkt und diese so auflöst. Die Gase können dadurch im Darm resorbiert werden oder natürlich abgehen. Eine Resorption oder chemische Reaktion des Mittels im Körper findet nicht statt, es ist inert und wird nach der Darmpassage unverändert ausgeschieden.
Nebenwirkungen sind bislang nicht beobachtet worden.

#### Pedikulozid
Nach randomisierten klinischen Studien wirkt eine Dimeticon-Lösung auch gegen Kopfläuse.
Es werden zwei pedikulozide Wirkungsweisen diskutiert:
- Erstickungstod durch Eindringen des Dimeticon in die Tracheen der Läuse und
- Herzstillstand, denn durch das Aufweichen des Chitinpanzers kann das Herz nicht mehr kontrahieren, da es an dem Chitinpanzer befestigt ist.

Nebenwirkungen sind bislang nicht beobachtet worden. Allerdings ist das Haar nach der Anwendung von 4%-Dimeticon-96%-Cyclometicon-Kombinationsmitteln kurzzeitig leicht entflammbar, was in Einzelfällen zu schweren Verbrennungen führen kann.

### Kosmetik
PDMS in Kosmetika legt sich als Film auf Haut oder Haare, was zu einem gewissen Glanzeffekt führt.

### Verwendung als Lebensmittelzusatzstoff
Polydimethylsiloxan ist als Lebensmittelzusatzstoff in der Gruppe der Schaumverhüter zugelassen (E 900). Es wird in der Lebensmittelindustrie bei der Herstellung von Konfitüren, Marmeladen, Obst- und Gemüsekonserven sowie (Frittier-)Fetten eingesetzt.

### Technische Anwendung
Neben der medizinischen Anwendung spielt PDMS eine wichtige Rolle in der Technik als:
- Schmierstoff, z. B. bei Kondomen zur Gleitbeschichtung
- Wärmeträgeröl
- Adsorptionsmittel in der analytischen Chemie, z. B. bei der Festphasenmikroextraktion oder der Stir Bar Sorptive Extraction
- Stempel in der Polymerelektronik
- Dämpfungsmedium
- Diverse Anwendungen in der Mikrofluidik: Lab-On-a-Chip, Fluidkanäle, Bioreaktoren etc.
- Beimischung zu Quarzsand zur Herstellung von kinetischem Sand, einem Produkt der Spielzeugindustrie, das sich wie nasser Sand bearbeiten lässt
- Höhermolekulare Typen (> ~ 4000 g/mol) werden als Schmiermittel für Vakuumanwendungen eingesetzt.

## Handelsnamen
Substanz
Baysilon,
Koralison,
Elbesil,
Xiameter
Arzneimittel und Medizinprodukte
Monopräparate
Ceolat (D), Ilio-Funktion (D), EtoPril, Hedrin, Itax, Jacutin Pedicul Fluid, Nyda, Paramitex
Kombinationspräparate
Hevert Enzym comp. (D), Pankreoflat (D)